# Zoutepoel

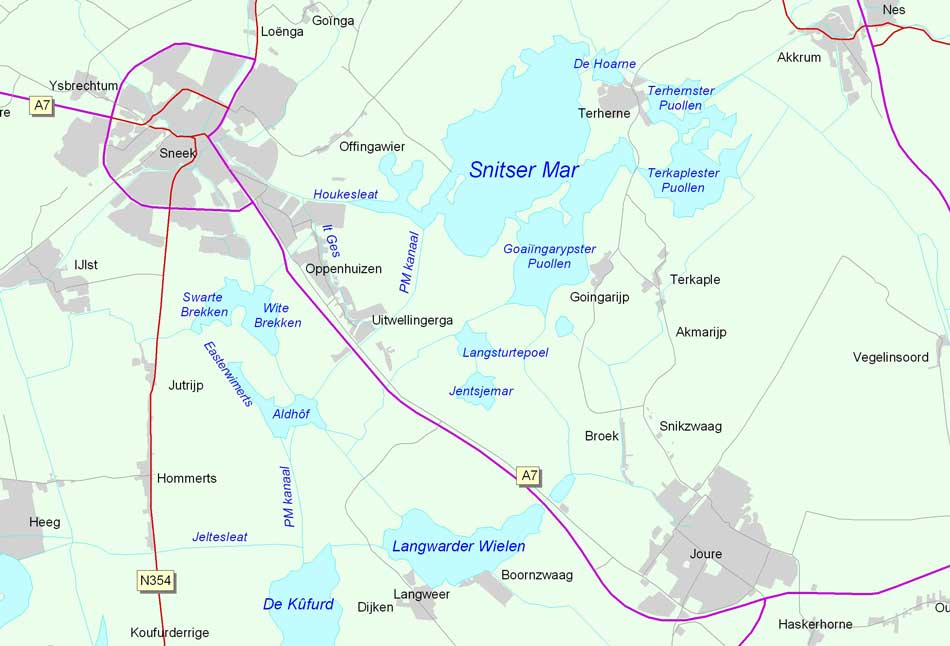
Kaartje met de officiële waternamen tussen Sneek, Joure en Akkrum

De Zoutepoel (Fries en officieel: Sâltpoel) is een meer in de Friese gemeente De Friese Meren.

## Beschrijving
De Zoutepoel is aaneengesloten met de Goingarijpsterpoelen en het Sneekermeer en staat in verbinding met de Terkaplesterpoelen. Het meer heeft zijn naam te danken aan de zoutwinning die eertijds plaatsvond. Opgegraven veen werd verbrand en er bleef ruw zout over, met de bijkomstigheid dat door de afgravingen poelen ontstonden.
Het meer maakt deels deel uit van het Natura 2000-gebied Sneekermeergebied.